# Comer, beber, amar
Comer, beber, amar (en chino, 飲食男女; pinyin, yǐnshí-nánnǚ) es una película dirigida por Ang Lee y con Sihung Lung, Yu-wen Wang, Chien-lien Wu y Kuei-mei Yang como protagonistas. Muchos de los actores ya habían participado en la película anterior de Ang Lee, El banquete de bodas, con Sihung Lung y Ah Lei Gua de nuevo como las figuras centrales entradas en edad y Winston Chao. La película fue estrenada en 1994 y fue un éxito de crítica y taquilla.
El título en inglés Eat Drink Man Woman traducido literalmente como Comer, beber, hombre, mujer, alude a la naturaleza esencial del ser humano que se nutre y realiza por medio de la comida, la bebida, y el amor, en un contexto marcado por la ritualidad que se hereda durante muchas generaciones.
Es la única película que Ang Lee ha filmado en su Taiwán natal. La película del 2001 Tortilla Soup es una versión de esta obra.

## Argumento
Ang Lee hace en este filme un excelente y conmovedor retrato de la vida del maestro cocinero Chu (Si Hung Lung), semirretirado y viudo, y su familia, compuesta por tres hijas, que viven en el moderno Taipéi en Taiwán, y que están en un punto de quiebre debido a sus diferencias personales y la presencia de la modernidad, que ha comenzado a socavar las raíces de la familia taiwanesa tradicional. La presencia episódica de la Gastronomía China Tradicional, de la cual Chu es tanto maestro como heredero de cientos de años de conocimientos en esta disciplina, actúa como el perfecto trasfondo para los personajes, y es una metáfora de una forma de vida que desaparece rápidamente, amenazada por la comida rápida y los cambios en los valores familiares. Lee evita sin embargo caer en la tentación de hacer una obra más bien empalagosa, con escenas edulcoradas para mostrar los conflictos, y le otorga a la narración un tono de comedia que permite aliviar la carga dramática, centrando la actuación en gestos sutiles y acertados diálogos que refuerzan la agilidad de la historia.
La premisa básica de la película es que el cambio, que afecta a todos los personajes durante el transcurso de la trama, no sólo es inevitable sino también necesario. No obstante, los antiguos valores deben aún ser apreciados y pasados a las siguientes generaciones. Para la mayor parte de la familia, el cambio consiste en encontrar el amor o recuperar la fe que se ha perdido en él, y el proceso se lleva a cabo ya sea por mero azar, como el caso de la hermana menor, ya sea por atreverse a expresar nuevamente sentimientos, como ocurre con la mayor de las hermanas, o redescubriendo y asimilando los conocimientos heredados por el padre, como es el caso de la segunda hija. Las formas de la comida China tradicional, y sus implicaciones rituales, como medio de reunir a las personas en torno a una actividad esencial para la vida, son las que permiten la necesaria reconciliación entre Chu y su familia, y al obrar de esta manera, la tradición puede a su vez reconciliarse con la modernidad.